# Synzeuxis
Synzeuxis là một chi bướm đêm thuộc họ Geometridae.